# Orius niger
Orius niger är en insektsart som först beskrevs av Wolff 1811.  Orius niger ingår i släktet Orius och familjen näbbskinnbaggar. Arten är reproducerande i Sverige. Inga underarter finns listade i Catalogue of Life.